# Cestrum glanduliferum
Cestrum glanduliferum là loài thực vật có hoa trong họ Cà. Loài này được Kerber ex Francey mô tả khoa học đầu tiên năm 1935.